# 도사공
《도사공》은 1982년 8월 21일에 방영된 TV문학관이다.

## 출연
- 김진해
- 반효정
- 이신재
- 김영철
- 김미숙
- 서영진
- 최명수
- 이수연
- 김윤형
- 박해상
- 최헌철
- 박종호
- 안문숙
- 최동균